# Star Trek: Discovery (1.ª temporada)
A primeira temporada da série de televisão americana Star Trek: Discovery é definida cerca de uma década antes dos eventos da série original de Star Trek, e segue a tripulação da USS Discovery durante a guerra entre a Federação e os Klingon. A temporada é produzida pela CBS Television Studios em associação com Secret Hideout, Roddenberry Entertainment e Living Dead Guy Productions, com Gretchen J. Berg e Aaron Harberts sendo os showrunners, e Akiva Goldsman fornecendo apoio à produção.
Sonequa Martin-Green estrela como Michael Burnham, primeira oficial da USS Shenzhou, junto com Doug Jones, Shazad Latif, Anthony Rapp, Mary Wiseman e Jason Isaacs. A nova série foi anunciada em novembro de 2015, e Bryan Fuller entrou como showrunner no mês de fevereiro. Depois de divergências com a CBS sobre a direção do programa, e lutas com outros compromissos, Fuller deixou a série; Berg e Harberts assumiram a produção do dia a dia usando uma mitologia e uma história ampla estabelecida por Fuller. A espécie klingon foi redesenhada para a temporada, e sua cultura e biologia foram bastante desenvolvidas.
A temporada estreou em 19 de setembro de 2017, no ArcLight Hollywood, antes de estrear na CBS em 24 de setembro. O episódio de estreia também foi disponibilizado na CBS All Access, onde o resto da temporada de 15 episódios transmitida semanalmente até 11 de fevereiro de 2018. O lançamento da temporada levou ao registro de assinaturas para o All Access, e críticas positivas dos críticos que destacaram o desempenho de Martin-Green, o valor de produção da série e suas novas adições ao cânone de Star Trek. Uma segunda temporada foi encomendada em outubro de 2017.

## Episódios
| N.º | Título                                                                                                 | Dirigido por         | Escrito por | Lançamento              |
| --- | --- | -------------------- | --- | ----------------------- |
| 1 | "The Vulcan Hello" "O Olá Vulcano"                                                                     | David Semel          | História por : Bryan Fuller & Alex Kurtzman Roteiro por : Akiva Goldsman & Bryan Fuller                                        | 24 de setembro de 2017  |
| Investigando um satélite danificado perto de um sistema estelar binário na borda do espaço da Federação, os membros da tripulação da espaçonave USS Shenzhou descobrem um objeto obscurecido de seus sensores. Depois que a primeira oficial Michael Burnham se oferece para investigar o objeto, ela encontra uma embarcação antiga e esculpida. Ela é atacada por um klingon e, ao tentar escapar, acidentalmente o mata. Um grupo de klingons lamentou a morte de seu soldado, apelidado de "Torchbearer", antes que o rejeitado Voq se voluntariasse para ocupar seu lugar. Os klingons, liderados por T'Kuvma, se revelam em um navio invisível. T'Kuvma prega para seus seguidores as tentativas da Federação de usurpar a individualidade dos klingons e sua cultura, e planeja cumprir uma antiga profecia ao unir as 24 grandes casas klingon como já foi feito por Kahless. Voq ativa um farol que convoca os líderes klingons. Burnham, desesperada para impedir uma guerra, tenta atirar nos klingons primeiro, contra os desejos da capitão Philippa Georgiou. Burnham é presa por motim.                                                                             | |                      | |                         |
| 2 | "Battle at the Binary Stars" "Batalha das Estrelas Binárias"                                           | Adam Kane            | História por : Bryan Fuller Roteiro por : Gretchen J. Berg & Aaron Harberts                                                    | 24 de setembro de 2017  |
| T'Kuvma convence a maioria dos líderes klingons que ele pode levá-los à vitória sobre a Federação, à medida que os reforços para a Shenzhou chegam. Georgiou se oferece para resolver a situação pacificamente, mas os klingons imediatamente abrem fogo. O almirante da Frota Estelar chega e oferece novamente paz aos klingons, mas sua nave é atingida por outra nave klingon camuflada. Anderson tem sua nave se autodestruindo, destruindo também a nave klingon. A Frota Estelar recua, deixando os klingons para recolher seus mortos. Nos restos da Shenzhou, Burnham escapa de sua cela após o encorajamento de seu guardião Sarek através de uma conexão telepática. Ela convence Georgiou a tentar levar T'Kuvma como prisioneiro, e eles criam uma distração enviando um explosivo para sua nave com um cadáver klingon. Embarcando na nave, Burnham domina Voq. Georgiou tenta capturar T'Kuvma, mas é morta. T'Kuvma é morto a tiros por Burnham, que é transportado para a segurança. Voq promete que o legado de T'Kuvma continuará vivo. Burnham é posteriormente condenada à prisão perpétua por seu motim.                                                     | |                      | |                         |
| 3 | "Context Is for Kings" "Contexto é para Reis"                                                          | Akiva Goldsman       | História por : Bryan Fuller & Gretchen J. Berg & Aaron Harberts Roteiro por : Gretchen J. Berg & Aaron Harberts & Craig Sweeny | 1 de outubro de 2017    |
| Seis meses de sua sentença, Burnham está em uma inesperada transferência de prisão quando uma emergência obriga seu ônibus espacial a ser resgatado pela USS Discovery. Passando vários dias na nave, Burnham é ordenada por seu capitão, o misterioso Gabriel Lorca, para ajudar em uma tarefa científica. Burnham ouve o tenente Paul Stamets, um astromicologista que está liderando a missão, discutindo uma experiência futura com um colega servindo em outra nave; Lorca é logo informado de um incidente na nave irmã da Discovery, a USS Glenn, que matou toda a tripulação. Stamets leva uma equipe de embarque para investigar e encontra a tripulação morta terrivelmente torcida e malformada, bem como um grupo de Klingons mortos por uma criatura desconhecida. Lorca depois pede a Burnham que trabalhe para ele, apesar de sua sentença, explicando que ele organizou as circunstâncias que a levaram até ele para que ela pudesse ajudar a desenvolver um novo sistema de propulsão baseado em esporos que poderia ganhar a guerra que ela começou matando T'Kuvma. Ele também secretamente tem a criatura transportada a bordo da Discovery.                   | |                      | |                         |
| 4 | "The Butcher's Knife Cares Not for the Lamb's Cry" "A Faca do Açougueiro Não ouve o Berro do Cordeiro" | Olatunde Osunsanmi   | Jesse Alexander & Aron Eli Coleite                                                                                             | 8 de outubro de 2017    |
| Lorca atribui Burnham para estudar a criatura da Glenn, apelidada de Tardigrado, para encontrar uma maneira de usar sua biologia como arma. A Frota Estelar ordena a Discovery para a colônia de mineração de dilítio Corvan II, que está sob ataque klingon. Stamets está relutante em fazer um salto tão longo usando os esporos, e quando a unidade é ativada, a nave quase colide com uma estrela. Lorca envia o Comandante Landry para manter a pesquisa de Burnham no caminho certo, e ela tenta sedar o Tardigrado (que ela chama de Estripador) para cortar sua garra; isso a mata. Burnham acredita que o Estripador estava agindo em legítima defesa e é atraído pelos esporos. Stamets e Burnham transportam para a engenharia, onde se conecta ao drive de esporos e interage com o sistema de navegação. A nave faz o salto com sucesso para Corvan II e salva a colônia. Na nave encalhada de T'Kuvma, o líder klingon Kol ganha a lealdade dos seguidores desesperados de T'Kuvma e deixa Voq morrer nos destroços da Shenzhou. L'Rell, secretamente leal ao Voq, promete uma maneira de ganhar a guerra pela casa de T'Kuvma.                                      | |                      | |                         |
| 5 | "Choose Your Pain" "Escolha sua Dor"                                                                   | Lee Rose             | História por : Gretchen J. Berg & Aaron Harberts & Kemp Powers Roteiro por : Kemp Powers                                       | 15 de outubro de 2017   |
| Depois de um mês de operações bem-sucedidas, Lorca recebe ordens para proteger o drive de esporos até que ele possa ser replicado para outras naves da Frota Estelar. Quando ele retorna à Discovery, Lorca é capturado pelos klingons. Burnham ficou preocupada com o preço que a campanha levou contra o Estripador. Junto com o parceiro da Stamets, o médico Hugh Culber, Burnham convence Stamets a encontrar uma alternativa para administrar a unidade. Lorca é preso com o policial da Frota Estelar capturado, Ash Tyler, e com o criminoso humano Harry Mudd, e em discussões, Lorca revela que matou toda a tripulação durante uma batalha anterior para poupá-los da tortura dos Klingons, mas escapou de si mesmo. Lorca é torturado por L'Rell, que quer o segredo por trás da nova forma de viagem da Discovery, mas Lorca e Tyler escapam antes que os Klingons descubram alguma coisa. Para o salto final necessário para escapar dos Klingons, com Lorca e Tyler a bordo, o Stamets conecta-se ao próprio spore usando o DNA do Estripador. Mais tarde, Burnham libera o Estripador, enquanto o reflexo de Stamets não se afasta de um espelho quando ele o faz. | |                      | |                         |
| 6 | "Lethe" "Lete"                                                                                         | Douglas Aarniokoski  | Joe Menosky & Ted Sullivan | 22 de outubro de 2017   |
| A caminho de negociar um acordo de paz com casas renegadas de Klingon, Sarek é ferido quando um "extremista lógico" tenta assassiná-lo. Burnham sente isso e Lorca concorda em resgatar Sarek. A almirante Katrina Cornwell questiona essa decisão e outras que Lorca vem fazendo. Burnham procura Sarek em um ônibus espacial com sua colega de quarto, a cadete Sylvia Tilly, e Tyler. Burnham tenta se conectar com a mente de Sarek, e o encontra lembrando o tempo em que seu pedido para o Grupo Expedicionário Vulcano foi rejeitado. Ela descobre que o VEG só admitiria um dos filhos de Sarek e escolheu Spock, seu filho meio humano. Spock acabou optando por ingressar na Frota Estelar, tornando inútil a decisão de Sarek. Burnham o ajuda a recuperar a consciência e ativar um farol localizador. Lorca e Cornwell dormem juntos, mas ela está preocupada com seu comportamento paranoico e planeja retirá-lo do comando da Discovery. Com Sarek incapaz de encontrar os klingons, Cornwell toma o seu lugar; No entanto, as conversações de paz são na verdade uma armadilha e ela é levada cativa.                                                              | |                      | |                         |
| 7 | "Magic to Make the Sanest Man Go Mad" "Magia para Fazer o Homem Mais São Ficar Louco"                  | David M. Barrett     | Aron Eli Coleite & Jesse Alexander                                                                                             | 29 de outubro de 2017   |
| Enquanto participam de uma festa da equipe, Burnham e Tyler são chamados à ponte para lidar com uma criatura espacial ameaçada que a Discovery encontrou. Quando a criatura é trazida a bordo, é revelado que ela está carregando uma pessoa: Harry Mudd. Ele planeja matar Lorca e vender a nave para os Klingons, mas quando ele é pego ele explode a nave em vez disso. O tempo volta para a festa mais cedo, com Burnham e Tyler voltando para a ponte. Eles são interceptados por Stamets, que está ciente de que eles estão em um loop de tempo devido a suas interações com o Estripador. Ao longo de vários loops de tempo, Stamets trabalha com Burnham e Tyler para encontrar uma solução para o problema, enquanto Mudd avança cada vez mais em seu plano. Eles eventualmente convencem Mudd que ele ganhou, e ele termina o loop de tempo. Preparando-se para receber um grupo de Klingons, Mudd é confrontado por sua "amada" Stella e seu pai, de quem ele havia roubado seu dote. Eles levam o Mudd embora. Stamets revela a Burnham e Tyler que em um dos loops do tempo eles dançaram juntos e se beijaram.                                                       | |                      | |                         |
| 8 | "Si Vis Pacem, Para Bellum" "Se Queres a Paz, Prepara-te para a Guerra"                                | John S. Scott        | Kirsten Beyer | 5 de novembro de 2017   |
| Vindo em auxílio de outra nave da Federação, a Discovery não consegue impedir sua destruição por uma nave klingon com tecnologia de camuflagem. Desesperados por uma maneira de detectar essas naves, mesmo quando elas estão encobertas, Burnham, Tyler e Saru são enviados para Pahvo, um planeta aparentemente desabitado com um transmissor cristalino natural que transmite a frequência vibracional do planeta para o espaço. Eles esperam usar o transmissor para criar um sonar para as naves klingon escondidas. Eles descobrem que Pahvo é habitado com a vida indígena que introduz Saru à sua maior compreensão da paz, e ele tenta forçar Burnham e Tyler a permanecer com ele no planeta para sempre. Burnham é capaz de lutar contra Saru e transmitir o novo sinal. No entanto, as formas de vida do Pahvo ajustam o sinal para contatar os Klingons também, esperando terminar a guerra. Kol recebe o sinal, após condenar L'Rell à morte: ela tentou ajudar Cornwell a fugir em troca de proteção contra Kol, levando a L'Rell aparentemente matando Cornwell para tentar salvar a cara de Kol.                                                                  | |                      | |                         |
| 9 | "Into the Forest I Go" "Para a Floresta Eu Vou"                                                        | Chris Byrne          | Bo Yeon Kim & Erika Lippoldt                                                                                                   | 12 de novembro de 2017  |
| Lorca é ordenado a fugir antes que os klingons cheguem, mas desobedece ordens para proteger as formas de vida em Pahvo e suas chances de detectar os navios encapotados. Quando os klingons chegam, Tyler e Burnham transportam para seus sensores de nave e planta que ajudarão a criar um algoritmo para detectar as naves encobertas. Eles encontram um Cornwell vivo escondido com L'Rell, mas encontrar o último envia Tyler em choque devido ao estresse pós-traumático de ter sido torturado e estuprado. Lorca fez Stamets fazer 133 micro saltos para fornecer uma leitura tridimensional dos sensores, enquanto Burnham distrai Kol, desafiando-o para uma luta. Os saltos são concluídos, embora não sem trauma para Stamets. Quando o algoritmo é calculado, Burnham, Tyler, Cornwell e L'Rell (que desejam desertar) são transportados de volta à Discovery e a nave Klingon é destruída. Stamets se voluntaria para dar mais um salto para a segurança, mas diz a Lorca que será o último. No entanto, Lorca muda as coordenadas e eles saltam para um destino desconhecido cercado por destroços de naves klingon.                                                  | |                      | |                         |
| 10 | "Despite Yourself" "Apesar de Você"                                                                    | Jonathan Frakes      | Sean Cochran | 7 de janeiro de 2018    |
| A tripulação da Discovery determina que eles chegaram em um Universo Espelho, com Stamets agora inconsciente e incapaz de alimentar a unidade de esporos. Tyler confronta L'Rell, e ela tenta usar uma sugestão verbal para desencadear algo dentro dele, embora ele lute contra isso. De um núcleo de dados de uma nave klingon destruída, eles descobrem que este universo é governado pelo Império Terráqueo humano, que está lutando contra uma resistência que inclui espécies como klingons e vulcanos. Aqui, Burnham é a ex-capitão da ISS Shenzhou, supostamente morta após um ataque do fugitivo Lorca. A ISS Discovery é capitaneada pela contraparte de Sylvia Tilly, então ela e a equipe fingem ser seus Espelhos. Eles entregam Burnham e Lorca para a Shenzhou, sob o ardil que Burnham estava caçando Lorca desde sua suposta morte e agora o capturou. Tyler os acompanha, depois de matar Culber quando ele informa a Tyler que ele parece ter sofrido grandes modificações cirúrgicas. Na Shenzhou, Lorca é torturado enquanto Burnham assume o comando. | |                      | |                         |
| 11 | "The Wolf Inside" "O Lobo Interior"                                                                    | TJ Scott             | Lisa Randolph | 14 de janeiro de 2018   |
| A ISS Shenzhou recebe as coordenadas da liderança da resistência e é ordenada a matar a todos. Burnham e Tyler viajam como uma festa de pouso e, em vez disso, se rendem à resistência na esperança de aprender como os klingons deste universo aprenderam a trabalhar com outras espécies; eles acham que o Voq Espelhado é o líder. Burnham se oferece para dar tempo ao grupo de escapar antes que sua base seja destruída, e o Sarek Espelhado confirma que ela pode ser confiável depois de se conectar à sua mente. Ouvir Voq aciona a programação de Tyler e ele tem que ser contido. De volta à nave, ele revela a Burnham que agora ele sabe que ele já foi um Voq, e que ele passou por uma cirurgia para parecer humano e se infiltrar na Frota Estelar. Ela o levou para o espaço, onde ele é pego pela USS Discovery. Saru e Tilly o aprisionam, tendo encontrado o corpo de Culber e aparentemente não conseguiram curar Stamets usando esporos. Burnham é repreendido por não ter matado os líderes da resistência imediatamente pela Imperatriz — a Georgiou Espelhada.                                                                                            | |                      | |                         |
| 12 | "Vaulting Ambition" "Ambição Desmedida"                                                                | Hanelle M. Culpepper | Jordon Nardino | 21 de janeiro de 2018   |
| Burnham e Lorca são convocados para a ISS Charon, a capitânia imperial. Georgiou manda Lorca para uma tortuosa barraca de agonia e janta com Burnham. Stamets se encontra dentro da rede micelial com a consciência de sua contraparte do Espelho, descobrindo que a rede foi corrompida pelos experimentos do Stamets Espelhado. Stamets encontra uma representação de Culber e aceita sua perda, antes de acordar para encontrar sua coleção de esporos infectada. Georgiou lamenta permitir que Lorca se torne uma figura paterna para Burnham, apenas para que os dois se apaixonem e planejem derrubá-la. Ela planeja executar Burnham, que revela a verdade sobre ser de outro universo. Explicando como eles haviam atravessado, Georgiou troca os esquemas do drive de esporos por informações sobre formas alternativas de cruzamento entre universos, o que leva Burnham a perceber que a Lorca que ela conhece é, na verdade, do Universo Espelho, e tem manipulado eventos para se aproximar dela. e de volta ao Universo Espelho. Lorca escapa da cabine de agonia.                                                                                                   | |                      | |                         |
| 13 | "What's Past Is Prologue" "O Passado é um Prólogo"                                                     | Olatunde Osunsanmi   | Ted Sullivan | 28 de janeiro de 2018   |
| Lorca liberta sua antiga tripulação, que foi torturada desde seu desaparecimento, e com a ajuda de Stamets Espelhado eles são capazes de matar os leais a Georgiou e usurpar seu trono. Ela se esconde, enquanto Burnham também evita a captura e entra em contato com a Discovery. Eles concordam com um plano no qual Burnham abaixa o campo de contenção em torno de uma grande fonte de energia proveniente da rede micelial. A Discovery chegará então para destruir a fonte de energia, causando uma explosão na qual eles podem entrar na rede micelial através da qual os Stamets poderiam navegar neles. Georgiou concorda em ajudar Burnham e atacam o grupo de Lorca. Rejeitado e derrotado por Burnham, Lorca é morto por Georgiou, que se oferece para se sacrificar para permitir a fuga de Burnham. O último leva Georgiou com ela como eles são transportados à Discovery, e o Caronte é destruído. De volta ao seu próprio universo, a equipe da Discovery descobre que eles chegaram nove meses depois que eles partiram e, enquanto isso, os klingons quase venceram a guerra.                                                                                  | |                      | |                         |
| 14 | "The War Without, The War Within" "A Guerra por Fora, a Guerra por Dentro"                             | David Solomon        | Lisa Randolph | 4 de fevereiro de 2018  |
| A Discovery é abordada por Cornwell e Sarek, que explicam que as casas dos klingons permanecem divididas e lutam entre si para ver quais podem destruir mais ativos da Federação. O único refúgio seguro para a Frota Estelar além da Terra é agora a Base Estelar 1, e eles entortam lá com Cornwell assumindo o comando. Após a cirurgia de emergência realizada por L'Rell, Tyler agora tem sua personalidade de volta, mas ainda pode acessar as memórias do Voq; Burnham é incapaz de perdoar suas ações como Voq. A tripulação encontra a Base Estelar 1 conquistada por uma casa klingon, e o restante da ordem da Frota Estelar se retira para proteger a Terra. Georgiou diz a Burnham que ela derrotou os Klingons no Universo Espelho com um ataque surpresa em seu planeta natal, Qo'noS, e Cornwell concorda em replicar isso agora. Para pular para o território Klingon, Stamets terraforma o planeta para cultivar uma nova safra de esporos para que eles possam usar a unidade de esporos. Georgiou conta a Sarek e Cornwell sobre outras informações essenciais que ela tem, e elas têm a pose da capitão Georgiou para liderar a missão.                       | |                      | |                         |
| 15 | "Will You Take My Hand?" "Segure a Minha Mão?"                                                         | Akiva Goldsman       | História por : Akiva Goldsman & Gretchen J. Berg & Aaron Harberts Roteiro por : Gretchen J. Berg & Aaron Harberts              | 11 de fevereiro de 2018 |
| Tyler diz que um drone, destinado a mapear Qo'noS e fornecer possíveis alvos, deve entrar no sistema vulcânico adormecido sob a superfície do planeta através de uma entrada sob um santuário. A Discovery pula para uma caverna próxima e uma equipe de Georgiou, Burnham, Tilly e Tyler se apresentam como comerciantes. Tilly descobre que o sistema vulcânico está ativo e que o "drone" de Georgiou é uma bomba hidráulica. Burnham confronta Cornwell, que admite que a detonação da bomba no vulcão ativo irá aniquilar toda a vida em Qo'noS, vencendo a guerra. Burnham insiste que a Frota Estelar não cometa genocídio e convence Georgiou a desistir do detonador em troca de sua liberdade. Eles entregam o detonador a L'Rell, que usa a ameaça de destruição em massa para unir as casas klingons sob sua liderança e acabar com a guerra. A tripulação da Discovery é saudada como heróis, e Burnham recebe um perdão total e é devolvido ao posto de comandante. Tyler escolhe permanecer com L'Rell. Enquanto a Discovery desvia a Vulcan para pegar seu novo capitão, ele recebe um pedido de socorro da USS Enterprise.                                        | |                      | |                         |

1. ↑  O primeiro episódio teve uma estreia especial na CBS junto de seu lançamento no CBS All Access.[2][3]

Em março de 2018, uma "cena secreta" foi lançada, descrevendo um final alternativo para o final da temporada. Possui Georgiou espelhads sendo abordada por um agente da Seção 31, um enredo que é mais explorado na segunda temporada da série.

## Elenco e personagens
| - Sonequa Martin-Green como Michael Burnham - Doug Jones como Saru - Shazad Latif como Voq / Ash Tyler - Anthony Rapp como Paul Stamets - Mary Wiseman como Sylvia Tilly - Jason Isaacs como Gabriel Lorca | - Michelle Yeoh como Philippa Georgiou - Mary Chieffo como L'Rell - James Frain como Sarek - Kenneth Mitchell como Kol - Jayne Brook como Katrina Cornwell - Wilson Cruz como Hugh Culber | - Mia Kirshner como Amanda Grayson - Rainn Wilson como Harry Mudd - Katherine Barrell como Stella Mudd |

## Produção

### Desenvolvimento

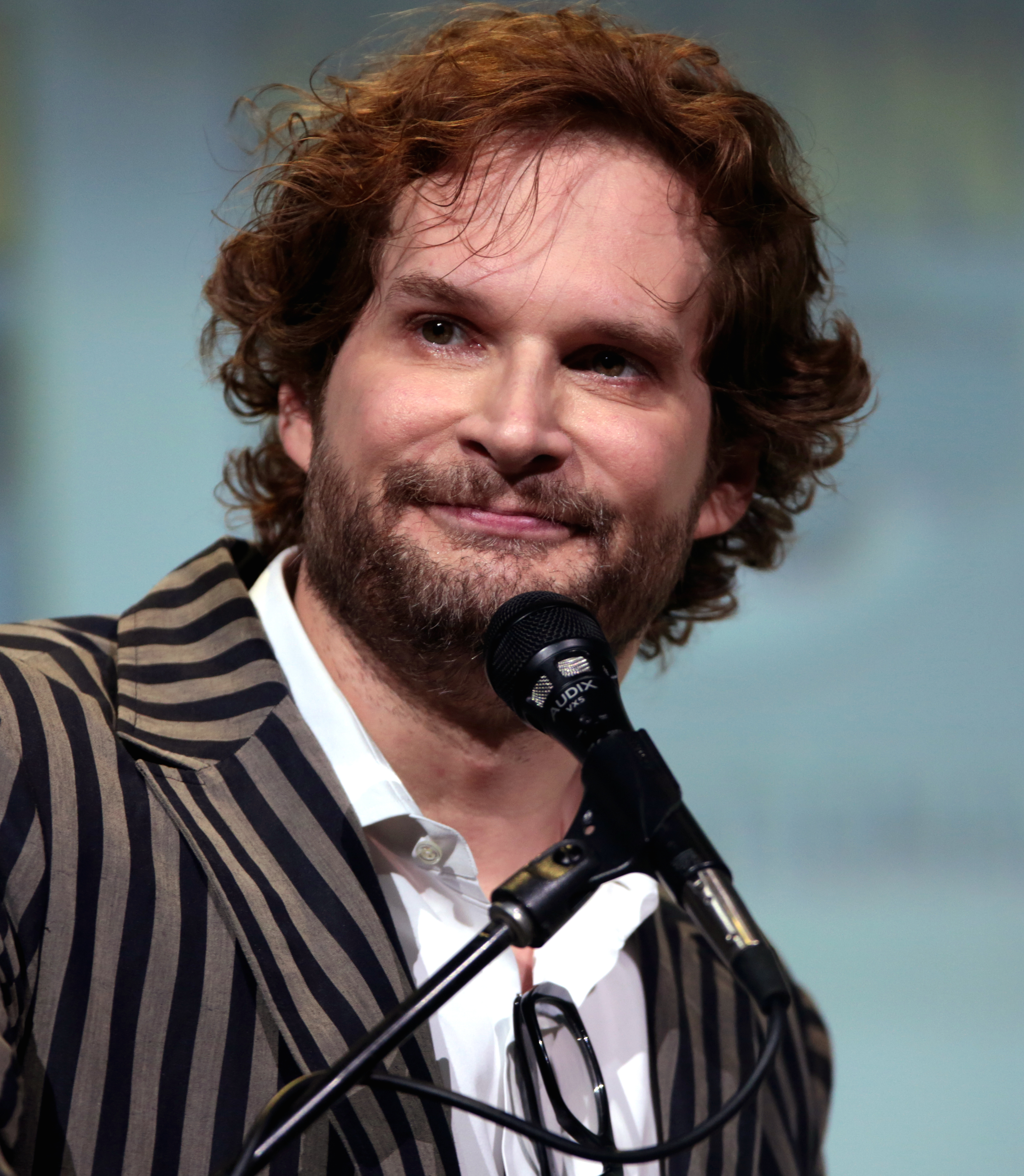
O cocriador Bryan Fuller fez o trabalho inicial como showrunner em Discovery, estabelecendo a história e mitologia, antes de deixar a série depois de um relacionamento difícil com a CBS.

Em 2 de novembro de 2015, a CBS anunciou uma nova série de televisão de Star Trek para estrear em janeiro de 2017, "no auge" do 50.º aniversário da série original em 2016, a ser desenvolvida especificamente para o serviço sob demanda da CBS All Access. Em fevereiro de 2016, Bryan Fuller, que começou sua carreira escrevendo para a série Star Trek: Deep Space Nine e Star Trek: Voyager, foi anunciado como o showrunner da nova série. Fuller havia pedido publicamente que Star Trek voltasse para a televisão por anos, e quando ele se encontrou com a CBS sobre a série, a empresa não tinha um plano para o que o novo programa seria. Ele propôs uma série antológica, com cada temporada sendo autônoma uma da outra, definidas em uma era diferente, começando com uma prequela para a série original. A CBS disse a Fuller para começar com um único programa serializado e ver como ele se comporta primeiro, e ele começou a desenvolver o conceito de prequela. Em junho, Fuller anunciou que a primeira temporada consistiria de 13 episódios, e um mês depois, no painel do 50.º aniversário de Star Trek na San Diego Comic-Con, ele revelou o título da série para ser Star Trek: Discovery, e confirmou que seria definido numa "linha de tempo única" da série anterior de Star Trek.
No final de julho, a CBS contratou David Semel, um veterano diretor de procedimentos de televisão que estava sob um acordo geral com o estúdio, para dirigir o piloto da série. Esta foi uma decisão que Fuller não estava feliz, acreditando que Semel "estava errado sobre o trabalho". Fuller queria um diretor mais visionário e, pessoalmente, procurou Edgar Wright para dirigir o piloto antes de a CBS contratar Semel. Como desenvolvimento e pré-produção da série continuou, Fuller e Semel "entraram em confronto" na direção do programa. A série também estava começando a ultrapassar seu orçamento por episódio, enquanto Fuller estava tentando projetar novos cenários, figurinos e alienígenas, além de liderar os roteiristas da série e também dedicando um tempo considerável a seus compromissos como apresentador de outra nova série, American Gods. Isso causou frustração entre os executivos da CBS que estavam pressionando pela estreia de janeiro de 2017, uma data que outros acreditavam não ser realista. Em agosto de 2016, Fuller havia contratado Gretchen J. Berg e Aaron Harberts, com quem ele trabalhou em Pushing Daisies, para servir como coprodutores com ele. Um mês depois, Fuller e Kurtzman pediram à CBS para adiar o lançamento da série para que eles pudessem realisticamente satisfazer as altas expectativas para a série, e o estúdio anunciou que a estreia da série havia sido adiada para maio de 2017. A dupla disse que "estes alguns meses extras nos ajudaram a alcançar uma visão de que todos nós podemos nos orgulhar."
Algumas semanas após o atraso, Fuller se encontrou com Sonequa Martin-Green sobre interpretar a protagonista da série, uma personagem que havia sido surpreendentemente difícil para a produção. Fuller "sentiu que encontrou a peça crucial do quebra-cabeça", mas a atriz não seria liberada de um contrato na AMC até a morte de sua personagem em The Walking Dead, que não seria transmitida até abril de 2017, significando que Discovery teria que ser adiada novamente, se Martin-Green fosse escalada. No final de outubro, a CBS pediu a Fuller que renunciasse ao cargo de showrunner. Eles anunciaram que a produção estava sendo reestruturada para manter Fuller ativamente envolvido com a série, mas não no nível de produção do dia a dia, quando ele mudou seu foco totalmente para os American Gods: Berg e Harberts foram showrunners únicos, trabalhando fora de um amplo arco da história e mitologia geral estabelecida por Fuller; Kurtzman e Fuller continuariam como produtores executivos, com Fuller ainda ajudando os escritores a contarem histórias; e Akiva Goldsman se juntaria à série em um papel de produtor coadjuvante, semelhante ao papel que ele manteve em Fringe ao lado de Kurtzman, para ajudar os showrunners e outros produtores a "lidar com as demandas da série". Em um comunicado, a CBS reiterou que eles estavam "extremamente felizes com a direção criativa de [Fuller]" para a série, e estavam comprometidos em "ver essa visão passar". Entretanto, alguns elementos da série que vieram diretamente de Fuller foram descartados, incluindo alguns pontos "mais fortemente alegóricos e complexos" e alguns de seus projetos. Fuller confirmou mais tarde que não estava mais envolvido na série, o que ele disse ser "peculiar ... só posso dar a eles o material que lhes dei e espero que seja útil para eles." Até o final do ano, Martin-Green foi realmente escolhido como a protagonista da série, e em maio de 2017, a encomenda dos episódio foi ampliada para 15. Em junho daquele ano, a CBS anunciou uma nova data de estreia em 24 de setembro.

### Escrita
"Uma das forças motrizes desta guerra foi não difamar os dois lados. O programa é frequentemente contado de ambos os pontos de vista ... há seções significativas da narrativa que são puramente do ponto de vista klingon e em Klingon. Isso permite que o público participe do debate de quem está certo e quem está errado ".

—Produtor executivo Akiva Goldsman sobre a guerra Federação-Klingon em ambos os lados.
Fuller queria diferenciar a série dos mais de 700 episódios anteriores de Star Trek aproveitando o formato de streaming do All Access e contando um único arco de história em toda a primeira temporada. Ele e os roteiristas completaram este arco até o final de junho de 2016. A história gira em torno de "um evento na história de Star Trek sobre o qual se falou, mas nunca foi explorado", 10 anos antes dos eventos da série original, que foi revelada como sendo a Guerra Fria entre Federação e os klingons. Fuller elaborou que o episódio da série original, "Balance of Terror", um de seus favoritos, seria "uma padrão" para o arco da história da temporada.
Por causa do foco da temporada em Klingons e sua cultura, os produtores decidiram que os membros da espécie falavam sua própria língua com legendas durante toda a série, o que Berg disse ser "muito importante para nós ... Eles têm orgulho próprio. Eles têm seus próprios interesses e talentos. É uma cultura muito fascinante." Observando que os klingons historicamente representavam a União Soviética, tornando-se mais amigáveis com os protagonistas de 'Star Trek' quando a Guerra Fria terminou, Harberts afirmou que no programa, eles e a Frota Estelar representariam diferentes facções dentro dos Estados Unidos modernos, explicando que "o que realmente queríamos também é entender dois pontos de vista diferentes e realmente explorá-los... certificando-se que eles não são apenas um inimigo. E, em seguida, encontrar uma maneira de se unirem. Como podemos trazer todos de volta juntos? É tudo sobre isso." Berg elaborou que "um dos temas que estamos explorando é universal e é uma lição que eu sinto como seres humanos que temos que aprender repetidas vezes — você acha que sabe o 'outro', mas você realmente não entende. Você tem que classificar de forma cognitiva de reformular, quebrar ou desviar-se do seu próprio ponto de vista para realmente entender. Você tem que esquecer o que você sabia antes. Um dos grandes passos nessa jornada é como entender a si mesmo. antes que você possa ver melhor os outros. A série é chamada de Discovery por uma razão, porque nossos personagens estão em uma jornada."
Goldsman disse que a história da Guerra Klingon cobriria apenas a primeira temporada da série, terminando com a criação da Zona Neutra, algo que Goldsman disse ser "suficientemente inexato e que agora podemos preencher como chegamos lá." Ele observou que a temporada é definida em um período de tempo que foi mencionado muito em Star Trek anteriormente, e que tem sido amplamente coberto por romances anteriores de Star Trek, e explicou que os rotriristas consideravam esses romances como não-canônicos, "mas nós estamos cientes deles. E nós estamos indo para cruzar caminhos com componentes que os fãs de Trek estão familiarizados." Discutindo alguns dos relacionamentos dos personagens, os showrunners notaram que a série Star Trek anterior girava em torno das relações entre os personagens masculinos centrais, mas Discovery se concentra mais em personagens femininos com uma "estrutura de amizade" que vai da Capitão Georgiou à Primeira Oficial Burnham e Burnham para a cadete Tilly. Eles também explicaram que os dois principais capitães da Frota Estelar da série, Georgiou e Lorca, são "metáforas de como as pessoas e instituições agem em tempos de conflito e desespero", com Georgiou respondendo à guerra como seria esperado de um oficial da Frota Estelar de séries anteriores, mas Lorca "representa uma versão mais misteriosa e complicada de um capitão da Frota Estelar que quase pode existir durante um período de guerra."
Em vez de começar a temporada com Burnham embarcando na USS Discovery e revelando sua história por meio de flashbacks, que uma série mais tradicional poderia ter feito, os roteiristas queriam ter um prólogo que explorasse as ações iniciais de Burnham e seu relacionamento com Georgiou. Sentindo que pelo menos "duas horas" foram necessárias para transmitir isso, os dois primeiros episódios da temporada (lançados como a estreia em duas partes da série) cobrem este prólogo, com a história principal da temporada começando com o terceiro episódio, que foi considerado o equivalente da série de um episódio piloto. Começa seis meses após os episódios do prólogo, que foi inspirado em sequências de filmes que começam com eventos significativos tendo ocorrido desde o capítulo anterior, como Terminator 2: Judgment Day. O terceiro episódio revela que a história da temporada envolve o desenvolvimento de uma nova forma de viagem espacial que poderia ganhar a guerra pela Federação. Quando foi notado que esta forma de viagem não é conhecida na série anterior de Star Trek (definida mais tarde no cânone), o ator Jason Isaacs afirmou que os escritores estavam cientes disso, e eram "muito claros, não maneira, para ambos incorporar este material que é emocionante e muito visual, para se certificar de que ele não incomodava o cânone." A história da temporada é dividida em dois "micro-arcos", cobrindo os primeiros nove episódios e depois o resto da temporada, com uma pausa na exibição entre os dois. Ele termina com o fim da guerra, que se resume a um acordo entre duas personagens. As negociações são feitas inteiramente por personagens femininas, o que foi uma escolha intencional que Kurtzman considerou justificada pelo movimento Me Too. Os roteiristas sentiram que isso era verdade para o espírito de Star Trek, e permitiram que eles superassem o enredo de guerra que Fuller havia estabelecido para o programa. A história da próxima temporada é então montada com a aparição da USS Enterprise, com Harberts explicando que os escritores sabiam que teriam de reconhecer que a Enterprise coexistiu com a Discovery em algum momento, e depois que Fuller deixou a série. Eles decidiram apenas "contar esta história agora" com a segunda temporada.

### Elenco

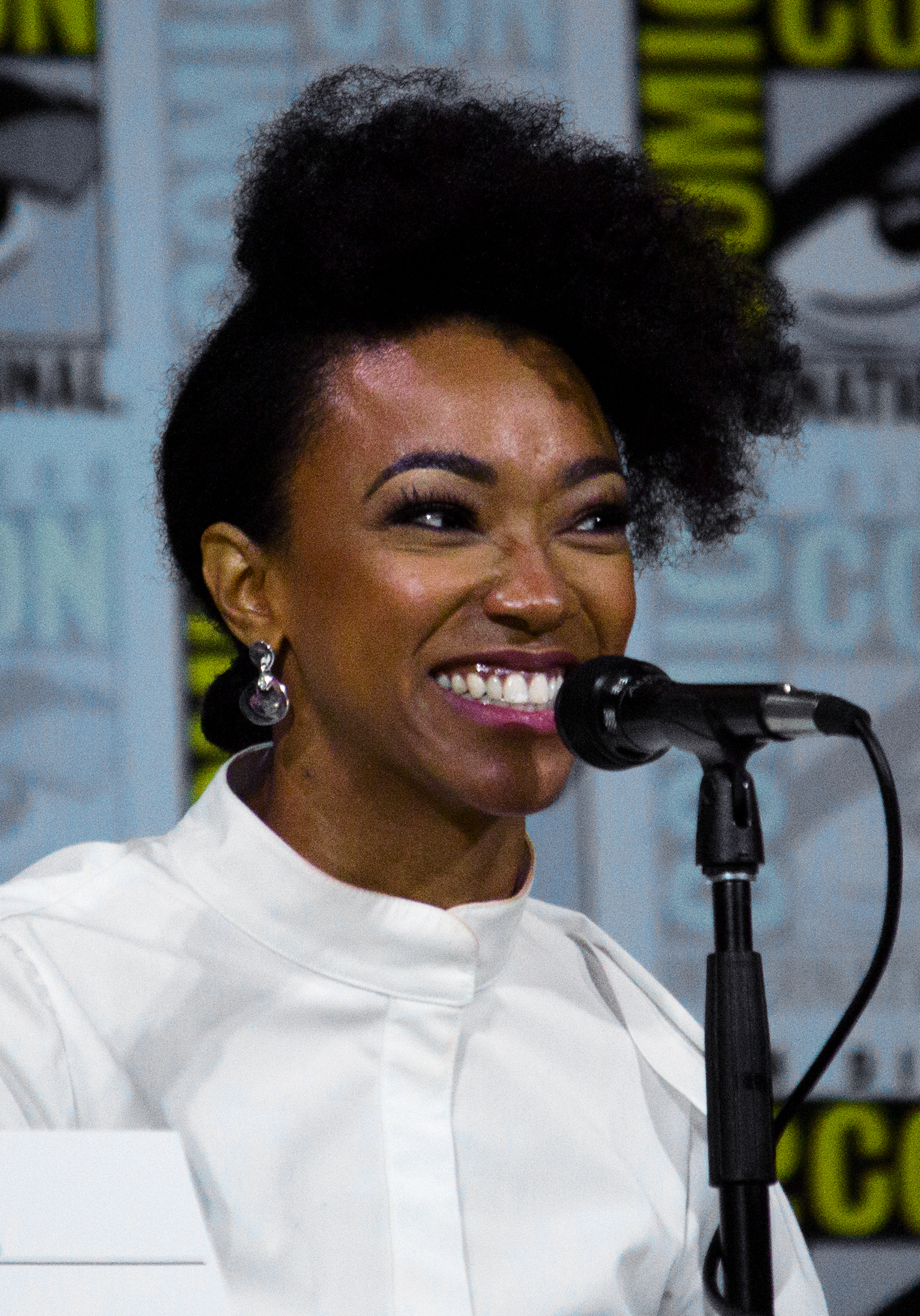
Sonequa Martin-Green interpreta a protagonista da série, Michael Burnham.

Além de Martin-Green como Michael Burnham, a série também é estrelada por Doug Jones como Saru, um comandante tenente alienígena; Shazad Latif como Ash Tyler, um ex-prisioneiro de guerra; Anthony Rapp como Paul Stamets, um astromicologista; Mary Wiseman como Sylvia Tilly, uma cadete; e Jason Isaacs como Gabriel Lorca, capitão da USS Discovery. Nem todos os personagens da série são introduzidos imediatamente, com os escritores tirando proveito do formato serializado e de streaming para que apresentem cada personagem e passem tempo com eles à medida que são apresentados. Tyler é revelado para ser realmente o klingon Voq disfarçado de humano; Voq foi inicialmente creditado como sendo retratado pelo ator inventado Javid Iqbal, nomeado para o pai de Latif, para esconder o fato de que Latif estava retratando Voq e Tyler.
Em novembro de 2016, o roteirista e consultor da série, Nicholas Meyer, mencionou que Michelle Yeoh havia sido escalada para a Discovery,, e ela logo confirmou que estava representando a capitão Georgiou, da USS Shenzhou. Com o elenco inicial de Latif em dezembro de 2016, Mary Chieffo foi escalada como a klingon L'Rell. Em abril de 2017, Kenneth Mitchell foi escalado como Kol, o personagem que Latif foi originalmente escalado para interpretar antes de receber o papel de Tyler. Naquele julho, Rapp revelou que Wilson Cruz, com quem Rapp havia trabalhado anteriormente no musical Rent, retrataria o interesse amoroso de Stamets por Hugh Culber. Jayne Brook também tem um papel recorrente na temporada, como a almirante Katrina Cornwell. Além disso, aparecem em toda a temporada, Emily Coutts como Keyla Detmer, Ali Momen como Kamran Gant, Chris Violette como Britch Weeton, Romain Waite como Troy Januzzi, Sara Mitich como Airiam, Oyin Oladejo como Joann Owosekun, Ronnie Rowe Jr.  como R.A. Bryce, Conrad Coates como Terral, e Patrick Kwok-Choon como Rhys. Tasia Valenza e Julianne Grossman expressam as vozes dos computadores da Shenzhou e da Discovery, respectivamente.
Fuller disse em agosto de 2016 que "uma vez que passarmos a primeira temporada e estabelecermos nosso próprio universo de Star Trek" e personagens, a série poderia parecer "abrir-se para personagens mais familiares e como eles podem se engrandecer na série". Ele manifestou interesse em incluir a personagem Amanda Grayson, a mãe humana de Spock, dizendo: "há muito a ser dito sobre isso". Mais tarde, ela confirmou estar aparecendo na temporada. Em janeiro de 2017, James Frain foi escalado como o marido de Grayson, Sarek. Rainn Wilson foi escalado como outro personagem da série original, Harry Mudd, em março. Em setembro, Harberts revelou que Mia Kirshner havia sido escalada como Grayson. Katherine Barrell retrata a esposa de Mudd, Stella. Clint Howard, que apareceu em várias séries anteriores de Star Trek, tem um papel no final da temporada como o traficante de drogas Orion. O papel foi escrito especificamente para Howard, que é amigo de Goldsman.

### Design
O design da USS Discovery é baseado em um design não utilizado por Ralph McQuarrie para a USS Enterprise do filme não-produzido Star Trek: Planet of the Titans. A USS Shenzhou foi projetada para parecer mais antiga que a Discovery, e foi descrito como estando mais perto de um submarino de The Hunt for Red October do que naves espaciais de Star Trek. A Shenzhou é uma nave espacial da classe Walker, uma nova designação criada para a série que leva o nome do piloto de testes Joe Walker. Conjuntos para os interiores da Shenzhou e da Discovery foram construídas para a série, descritas como um "emaranhado de corredores e salas". Como a ponte da Shenzhou está no fundo daquela nave, o conjunto "massivo" para aquela sala foi construído a 3,7m do chão e de cabeça para baixo, e se tornou um desafio para a equipe trabalhar. Em alguns casos, como nas salas de transporte e nos corredores, os mesmos conjuntos foram usados para ambas as naves, embora fossem colocadas de maneira diferente com iluminação, gráficos e pintura alternadas. O processo de "virada" levou até uma semana.
O tecido para os uniformes da Frota Estelar vistos na série foram tingidos na Suíça; os trajes foram cortados e montados em Toronto pela figurinista Gersha Phillips e seu departamento. Para oficiais em situações de combate ou missões perigosas fora de casa, as versões em macacão do uniforme principal são combinadas com coletes blindados. Também foi projetado para a série um traje espacial de longa distância da Frota Estelar, que foi construído no Reino Unido a partir de seções de espuma de alta densidade que foram então cobertas com fibra de vidro. Phillips desenhou vestes tradicionais de Vulcano para Sarek que deveriam refletir sua devoção à lógica e "sérias buscas intelectuais". Pingentes vulcanos celebrando "Infinitas Diversidades em Infinitas Combinações" foram impressos em 3D e pintados à mão. Para o traje de Harry Mudd, feito principalmente de couro, Phillips foi inspirada por Adam Ant.

#### Kingons
Fuller queria redesenhar os klingons, que ele achava que tinham desenhos inconsistentes em toda a história da franquia. Ele queria retratar a raça como "sexy e vital e diferente" em vez de "os bandidos do universo", e passou meses trabalhando com o designer de próteses Neville Page e o desenhista de produção Mark Worthington no novo visual. Page observou que mudar o visual dos klingons seria controverso com os fãs de Star Trek. A ideia era "criar um alto nível de detalhes sofisticados—para uma corrida que havia sido vista como brutal, sincera e simplista—a fim de dar nova vida à raça klingon".
Eles primeiro projetaram um crânio klingon genérico e realista, baseado na biologia real. Os diferentes klingons foram desenvolvidos a partir dessa base de uma forma "evolucionária prática". O desenho do crânio assumia que os klingons são "predadores de ponta" e têm sentidos mais elevados, "especificamente receptores sensoriais extras que vão do topo de suas cabeças às suas costas". Page explicou que, por causa disso, fazia mais sentido que os klingons fossem carecas "por causa desses sentidos elevados no topo de suas cabeças". Ele acrescentou que os klingons sendo calvos eram um "mandato" de Fuller. Desenhos diferentes para as roupas, armas e armaduras dos klingons foram então criados para as 24 diferentes casas Klingon. Era importante para os produtores mostrarem a diversidade dentro dos klingons também, então a série retrata tanto os membros de pele clara quanto os escuros da espécie. Elaborando as diferenças entre as casas, Glenn Hetrick, cofundador da Alchemy Studios com Page, disse: "O império [klingon] é muito grande. Eles não crescem todos em Qo'noS. Eles não vivem todos nos mesmos planetas e certamente esses planetas diferentes teriam ambientes diferentes. Então, como as culturas teriam evoluído de forma diferente?" Armaduras e armas foram criadas por Hetrick e Page usando impressão 3D, assim como modelos de armas de mão para serem moldadas em alumínio. Alguns adereços, como capacetes, também foram projetados para serem aumentados com CGI. Armas como lâminas cerimoniais klingons e "disruptores" parecidos com armas de fogo eram versões reimaginadas de adereços de The Next Generation e outros filmes e séries de Star Trek, com o design geral para armas, capacetes e armaduras baseados nas notas de cultura criadas para os klingons. na série original, que incluía influências da cultura do Oriente Médio, da Mongólia e da cultura bizantina. Elementos de design recorrentes para as armas e armaduras dos klingons incluem seu crânio e vértebras, "klingons prontos para se colocarem em honra da batalha", e "um klingon se sacrificando pela honra da batalha" que remete ao emblema do Império Klingon.
Phillips e Larlarb criaram as roupas usadas pelos klingons T'Kuvma e seus seguidores, inspirados mais pelos "antigos costumes klingons" do que os figurinos vistos anteriormente em Star Trek. T'Kuvma usa uma túnica criada a partir de três tipos diferentes de couro e uma placa no peito feita com contas impressas em 3D, decoradas com cristais Swarovski. Trajes para seus seguidores foram criados com peças de couro individualmente pintadas, modeladas e prensadas à mão, com cada naipe levando dez clientes 110 horas para completar. Couro de cores diferentes foi usado para diferenciar machos e fêmeas. Um notável conjunto de armaduras criadas para a temporada é a armadura do Portador do Torch, que faz parte de um ritual sagrado para unir as casas klingon, e consiste de cem peças impressas individualmente em 3D. Quando descreveu pela primeira vez a armadura do Torchbearer, Fuller se referiu aos estilos barroco e samurai. Para Kol, um membro da casa de Kor que apareceu anteriormente na série original, seu visual é muito mais parecido com o dos klingons vistos anteriormente, usando "mais couro e um conjunto diferente de armadura". US$ 3 milhões foram gastos em uma nave "maciça" definido para a casa de T'Kuvma, projetado como uma catedral alienígena. Conhecida como a "nave-sarcófago klingon", tinha "ser uma igreja, um espaço ritual e uma ponte funcional para o Império Klingon." A parte externa da nave é coberta de caixões, "alguns têm 300 anos de idade". alguns têm apenas dois dias de idade. Lá embaixo está a sala da morte, onde eles preparam seus mortos; então os caixões são levantados e colocados do lado de fora." O conjunto tem 12 m de altura, 30 m de comprimento e 50 m de largura, e inclui vários níveis, mezaninos e cantilevers. O conjunto também inclui textos klingons e glifos inspirados no romance The Final Reflection, do qual os designers também levaram detalhes como o jogo de estratégia Klin zha e taças de vinhos klingons. A pesquisa foi feita sobre como as linguagens escritas evoluem para descrever com precisão a antiga forma de klingon escrita na naeo. Em vez de exibições físicas como as naves da Federação, a nave-sarcófago usa telas holográficas criadas com efeitos visuais.

### Filmagens
As filmagens para a temporada começaram na Pinewood Toronto Studios em 24 de janeiro de 2017, com cinematógrafos incluindo Guillermo Navarro, trabalhando no piloto, e Colin Hoult. O conjunto da construção foi inicialmente definido para começar dentro do mês de junho de 2016, para um período de filmagem de setembro a março de 2017, mas até setembro, a produção não deveria começar até novembro. Depois que Fuller deixou o cargo de showrunner, a construção do conjunto estava prevista para ser concluída até o final de 2016, com filmagens para começar "logo em seguida". Em meados de maio de 2017, as filmagens de cenas feitas em um planeta não identificado aconteceram na Jordânia. Alguns dos sets da série levaram mais de seis semanas para serem criados, e novos sets foram construídos até o final da produção da temporada. Alguns episódios para a temporada foram filmados exclusivamente em conjuntos já existentes, tornando-os episódios engarrafados, embora Harberts disse que a série não faria nada "engarrafado como 'todo mundo está preso no refeitório!'" As filmagens para a temporada se concluíram em 11 de outubro de 2017.
Robyn Stewart, especialista em língua klingon, e o linguista Rea Nolan trabalharam em estreita colaboração com os atores klingon para garantir que ambos pudessem falar e entender suas falas na língua, fazendo os atores praticarem enquanto sua maquiagem e próteses estavam sendo aplicadas, o que levou três horas por dia. Eles primeiro ensaiam suas falas em inglês e trabalham para "habitar emocionalmente". Chieffo sentiu que "faz sentido que quando estamos falando uns com os outros estamos falando em nossa língua nativa e realmente adicionando uma fluidez e nuance", enquanto Mitchell disse: "É uma linguagem incrivelmente complexa... parece alienígena. Porque é incrivelmente difícil e eu não falo a língua, é preciso muita memória muscular para memorizar cada sílaba separada repetidas várias vezes."

### Música
O compositor Jeff Russo queria focar nas emoções dos personagens ao invés de nas batidas da série, por exemplo, "mesmo quando você está filmando, você ainda está sentindo, então porque não tocar isso ao invés de 'Oh meu Deus, ele tem uma arma,' ou 'Oh meu Deus, ele tem um phaser'." Para a ópera kasseeliana que Stamets fala mais tarde na temporada, Russo não queria tentar fazer uma "ópera futurista", acreditando que "ópera é ópera e que deve ter o mesmo estilo que o que é ouvido agora. Para o sétimo episódio, usa-se música fonte de Wyclef Jean, que Russo comparou com as pessoas do dia atual ouvindo a música de Johann Sebastian Bach. A cantora Ayana Haviv gravou árias para a ópera, e em um "momento de inspiração", Russo pediu-lhe para cantar a seção vocal do tema original de Star Trek. Russo e Kurtzman responderam positivamente à interpretação, levando Russo a arranjar o tema da orquestra de 74 peças da série e gravando uma versão atualizada do mesmo para tocar nos créditos finais do final da temporada. Isso ocorre depois que a USS Enterprise aparece, e Russo descreveu o tema original como o "tema da Enterprise". Haviv alterou sua voz para a gravação final para combinar com o estilo original dos anos 60 do tema.
Um álbum da trilha sonora do primeiro capítulo da temporada foi lançado digitalmente em 15 de dezembro de 2017 pela Lakeshore Records. Outro, para o segundo capítulo, foi lançado digitalmente em 6 de abril de 2018. Versões de CD de ambos os álbuns, juntamente com um lançamento de vinil contendo seleções de cada um, estão sendo lançados em 2018.
Todas as músicas foram compostas por Jeff Russo
| Original Series Soundtrack: Season 1, Chapter 1 |                              |         |  |
| N.º                                             | Título                       | Duração |  |
| 1.                                              | "Main Title (aired Version)" | 1:33    |  |
| 2.                                              | "We Come In Peace"           | 1:22    |  |
| 3.                                              | "First Officer’s Log"        | 1:09    |  |
| 4.                                              | "I’ll Go"                    | 7:59    |  |
| 5.                                              | "The Day is Saved"           | 3:10    |  |
| 6.                                              | "Torchbearer"                | 1:56    |  |
| 7.                                              | "Ptsd"                       | 2:36    |  |
| 8.                                              | "Persistence"                | 1:04    |  |
| 9.                                              | "Stranded"                   | 4:12    |  |
| 10.                                             | "What Did You Mean by That?" | 1:05    |  |
| 11.                                             | "I Can’t Dance"              | 1:53    |  |
| 12.                                             | "Captain Mudd"               | 2:46    |  |
| 13.                                             | "Stella"                     | 2:05    |  |
| 14.                                             | "Facing Off"                 | 4:50    |  |
| 15.                                             | "Undetermined"               | 1:51    |  |
| 16.                                             | "Watch the Stars Fall"       | 1:59    |  |
| 17.                                             | "Weakened Shields"           | 4:20    |  |
| 18.                                             | "What’s Happening?"          | 1:00    |  |
| 19.                                             | "Personal Log"               | 1:38    |  |
| 20.                                             | "The Charge of Mutiny"       | 2:08    |  |
| 21.                                             | "Main Title (Extended)"      | 2:10    |  |
| Duração total:                                  | Duração total:               | 52:00   |  |

| Original Series Soundtrack: Season 1, Chapter 2 |                                                                    |         |  |
| N.º                                             | Título                                                             | Duração |  |
| 1.                                              | "Burnham Take Over"                                                | 1:31    |  |
| 2.                                              | "I Can’t Rest Here"                                                | 1:22    |  |
| 3.                                              | "Dishonor Yourselves"                                              | 2:20    |  |
| 4.                                              | "Tell Me the Truth"                                                | 6:29    |  |
| 5.                                              | "The Rebels Haven’t Completed Their Evacuation"                    | 1:50    |  |
| 6.                                              | "I’ll Take It from Here"                                           | 2:09    |  |
| 7.                                              | "Kasseelian Opera"                                                 | 2:31    |  |
| 8.                                              | "The Lorca I Knew"                                                 | 2:38    |  |
| 9.                                              | "212 Days of Torture"                                              | 1:27    |  |
| 10.                                             | "Biotoxins"                                                        | 1:58    |  |
| 11.                                             | "Come in Discovery"                                                | 2:30    |  |
| 12.                                             | "Safe to Drop out of Warp"                                         | 4:26    |  |
| 13.                                             | "Lorca is Finished"                                                | 2:26    |  |
| 14.                                             | "Coming Home"                                                      | 1:21    |  |
| 15.                                             | "Initiating"                                                       | 3:02    |  |
| 16.                                             | "Qo’nos Bar Source"                                                | 2:54    |  |
| 17.                                             | "Not a Lot of Humans Here"                                         | 1:57    |  |
| 18.                                             | "I’m No Good"                                                      | 2:36    |  |
| 19.                                             | "War is Over"                                                      | 4:48    |  |
| 20.                                             | "I’ve Never Been to Vulcan"                                        | 0:55    |  |
| 21.                                             | "Incoming Transmission"                                            | 1:12    |  |
| 22.                                             | "Theme from Star Trek (Discovery Episode 115 End Credits Version)" | 1:02    |  |
| Duração total:                                  | Duração total:                                                     | 49:00   |  |

## Lançamento
Star Trek: Discovery estreou no ArcLight Hollywood em 19 de setembro de 2017. O primeiro episódio foi ao ar em um "preview" transmitido na CBS nos Estados Unidos em 24 de setembro, e foi disponibilizado com o segundo episódio no CBS All Access. Os primeiros episódios subsequentes, que compunham o primeiro capítulo da temporada, foram transmitidos semanalmente no All Access até 5 de novembro. O segundo capítulo foi transmitido de 7 de janeiro a 11 de fevereiro de 2018.
A CBS Studios International licenciou a série para a Bell Media para transmissão no Canadá, e para a Netflix para outros 188 países. No Canadá, a estreia foi transmitida em 24 de setembro de 2017, na CTV Television Network e nos canais especializados Space (em inglês) e Z (em francês) antes de serem transmitidos pela CraveTV, com episódios subsequentes apenas transmitidos ou transmitidos por Space, Z e CraveTV. Nos outros países, a Netflix lançou cada episódio da série para streaming dentro de 24 horas de sua estreia nos EUA. Este acordo também viu a Bell e a Netflix adquirirem todas as séries anteriores de Star Trek para transmitir em sua totalidade.

### Marketing
Com o anúncio do título da série em julho de 2016, surgiu um vídeo promocional dando uma primeira olhada na USS Discovery. O vídeo não apresentava desenhos finais, já que os produtores tinham "três semanas para lançarem juntos. Queríamos mostrar aos fãs... Os conceitos da nave são totalmente o que estamos procurando e eles serão aprimorados até, eu penso, no dia em que entregarmos." Em janeiro de 2017, um vídeo do YouTube apresentado pela Alcatel foi lançado, usando a tecnologia 360° para apresentar modelos digitais de naves anteriores de Star Trek. O primeiro trailer completo da série foi lançado em maio de 2017. Chris Harnick do E! News descreveu o trailer como "lindo" e "verdadeiramente cinematográfico", e por causa das aparições de Sarek e os klingons na filmagem, "este é o Star Trek que você conhece e ama." Aja Romano no Vox chamou o trailer visuais "suntuosos" e "modernos, mas ainda muito de acordo com a estética da série Trek anterior". Ela continuou: "O que dá pouca atenção a esse trailer é o enredo abrangente da série."
Em julho de 2017, a série teve uma presença "extensa" na San Diego Comic-Con, incluindo um painel com Martin-Green, Isaacs, Jones, Latif, Wiseman, Rapp, Frain, Kurtzman, Berg, Kadin, Harberts e Goldsman, e moderado por Wilson. As filmagens da série foram exibidas no painel, com um novo trailer lançado on-line logo em seguida. A CBS também criou uma experiência de arte "totalmente imersiva" na Galeria de Belas Artes Michael J. Wolf, com a cadeira de capitão da USS Discovery e outros acessórios, figurinos e desenhos da série, além de pôsteres de edição limitada para o programa e uma loja de itens de venda exclusivos para a Comic-Con. Pedicabs inspirados na série deram passeios gratuitos pelo Gaslamp District, enquanto uma competição de "#TrekDiscovery Challenge" veria os fãs terem que tirar fotos com "embaixadores autenticamente trajados da Trek", cada um representando as tripulações das cinco séries anteriores de Star Trek, bem como a cadeira do capitão na galeria de arte, e publicá-las on-line com a hashtag #TrekDiscovery para ser elegível para ganhar um stream stick do Roku e uma assinatura do CBS All Access. Na convenção, a Gentle Giant Studios revelou que eles tinham apenas pegado a licença para criar mini-Bustos e estátuas com base na série, e planejado para particularmente concentrar-se em klingons da série. No início de agosto, uma tarde de quatro painéis no evento Star Trek Las Vegas foi dedicado à série, com produtores e escritores, atores que não estavam presentes na Comic-con, designers, e escritores envolvidos com livros relacionados e histórias em quadrinhos.
Até ao início do mês de setembro, a promoção para a série foi a ter lugar em todo o mundo: Isaacs estava envolvido no lançamento do festival da Blackpool Illuminations no Reino Unido para promover a série; o elenco e a equipe promovendo a série no Fan Expo Canadá; uma nave USS Shenzhou, que levou fotos de fãs como klingons, foi em operação na feira de consumos de epetrônicos da IFA, em Berlim; e um ao ar livre campanha de cartazes e outdoors patrocinando o programa, incluindo um grande cartaz no telhado de um edifício do Aeroporto Internacional de Los Angeles. Na noite anterior à estreia da série na CBS, um modelo da USS Discovery foi lançada acima do rio Hudson, no lado oeste de Manhattan. Criado pela Remarkable Media, o equipamento de 15 m consistia de um esqueleto de treliça coberto de LEDs e foi suspenso de um helicóptero Black Hawk. Em 7 de outubro, os painéis da série foram realizados no festival de televisão PaleyFest e na Comic Con de Nova York.

## Recepção

### Classificações e audiência
De acordo com a Nielsen Media Research, a transmissão da CBS do primeiro episódio foi assistida por um público "decente" de 9,5 milhões de telespectadores. A estreia da série elevou ao registro de assinaturas para o All Access, com o serviço tendo seu maior dia de inscrições, bem como sua maior semana e mês de inscrições, graças à série. Segundo a "especialista em análise de aplicativos" App Annie, a estreia da série também fez com que o número de downloads do aplicativo All Access para celular mais do que dobrasse, com a receita do aplicativo para a CBS duplicando em comparação à média da receita no aplicativo durante os 30 dias anteriores.

### Resposta da crítica
| - 1.ª temporada (2017): Porcentagem de avaliações positivas rastreadas pelo site Rotten Tomatoes | |
|                                                                                                  | Esta página contém um gráfico que utiliza a extensão <graph>. A extensão está temporariamente indisponível e será reativada quando possível. Para mais informações, consulte o ticket T334940. |

O site agregador de revisão Rotten Tomatoes relatou um índice de aprovação de 82% com uma classificação média de 7.07 / 10 com base em 61 avaliações. O consenso crítico do site diz: "Embora seja necessário um episódio para a decolar, Star Trek: Discovery oferece uma sólida parcela de franquia para a nova geração — corajosamente liderada pela carismática Sonequa Martin-Green." A classificação média para cada um dos episódios individuais da série é de 87%. O Metacritic, que usa uma média ponderada, atribuiu uma pontuação de 72 em 100 com base em avaliações de 20 críticos, indicando "críticas geralmente favoráveis".
Matt Zoller Seitz, da Vulture, elogiou a estreia da série, sentindo-se "ao lado das mais respeitadas encarnações da franquia Trek... com uma quase totalmente nova lista de personagens... e lança-os com atores que você não pode ajudar mas até mesmo quando eles estão ficando no seu último nervo." Escrevendo para a Vox, Todd VanDerWerff observou que "a melhor coisa sobre a Discovery é que Michael Burnham, interpretado maravilhosamente por Martin-Green, faz coisas. Ela fica em apuros. Ela quebra regras. Ela viola o protocolo da Frota Estelar. Ela tem emoções que tiram o melhor dela, mesmo que ela saiba que eles não deveriam. Ela é, em outras palavras, muito humana". No geral, ele declarou que "Star Trek é melhor quando é esperançoso, mas a esperança brilha mais forte em meio ao terror. Em algum nível, a série conhece as duas coisas".
Escrevendo para a TVLine, Dave Nemetz classificou o episódio como um B+, dizendo: "A premiére tensa deu uma boa história de ação, efeitos especiais arregalados e várias reviravoltas dignas de um suspiro" que valeu a pena esperar. Maureen Ryan, da Variety, depois de assistir aos dois primeiros episódios, disse que a série "ainda precisa se provar um sucessor digno de The Next Generation ou Deep Space Nine. Mas há razões para esperar que Discovery seja uma adição promissora ao cânone de Trek. Chaim Gartenberg ao The Verge, também criticou o "prólogo estendido", mas chamou a estreia de duas partes "surpreendentemente satisfatória". Ele elogiou a singularidade de Burnham em comparação aos protagonistas dos Trek anteriores, dizendo: "Ela é uma personagem humana muito mais arredondado do que qualquer um dos capitães anteriores, com algum trauma sério de um ataque klingon em sua juventude que a deixou predisposta a odiar o guerreiro, e, embora Star Trek tenha sondado que a 'personagem principal tem demônios' bem no passado — mais notavelmente com Sisko no Deep Space Nine, e Picard nos filmes posteriores, quando se trata dos Borg — Burnham se sente muito mais atraente por não ser um ser humano sem falhas em outros aspectos, como os protagonistas de séries anteriores foram."
Escrevendo para a Entertainment Weekly, Darren Franich deu a estreia em duas partes uma nota B, elogiando o desempenho de Martin-Green como protagonista e o design de produção, além de comentar sobre o "apelo inegável" da "introdução de uma nova nave, a revelação que estamos assistindo a última viagem da nave, a possibilidade de que nossa nova heroína seja um anjo caído." No entanto, ele sentiu que o terceiro episódio da série retroativamente fez o prólogo de dois episódios "se sentir ainda mais estendido". Patrick Cooley do cleveland.com criticou os dois primeiros episódios por ter "diálogos ruins, histórias ruins e personagens desconcertantes e estúpidos desajeitados." Brian Lowry da CNN chamou os três primeiros episódios de "Star Trek Lite", perdendo a interação entre os personagens , criticando a tripulação e a tradição do elo, e chamando-os de "adição espetacular à frota existente de séries da marca Trek [que] contribui para um lançamento estranho, uma talvez mais notável por sua missão comercial, que é atrair novos assinantes para CBS All Access."
Discutindo a temporada como um todo, Gartenberg criticou os roteiristas pelo uso excessivo de tropos de ficção científica, repetindo elementos do enredo, retratando inconsistentemente as atitudes dos personagens e por não ser sutil com os valores da Frota Estelar no final. Ele estava otimista por mais temporadas, sentindo que o final da temporada deixou "toda a lista da série... limpa para o que vier em seguida."

### Prêmios e indicações
A temporada ficou em quarto lugar na lista das principais séries a serem assistidas com uma família na Netflix em 2017.
| Ano  | Prêmio                          | Categoria                                                | Indicado(a)                                                                                           | Resultado | Ref.    |
| ---- | ------------------------------- | -------------------------------------------------------- | --- | --------- | ------- |
| 2018 | Performance da Semana da TVLine | Performance em "The Wolf Inside"                         | Sonequa Martin-Green                                                                                  | Indicado  | [ 112 ] |
| 2018 | Costume Designers Guild Awards  | Excelência em série de Ficção Científica / Fantasia      | Gersha Phillips                                                                                       | Indicado  | [ 113 ] |
| 2018 | Visual Effects Society Awards   | Efeitos visuais extraordinários em um episódio fotorreal | Jason Michael Zimmerman, Aleksandra Kochoska, Ante Dekovic and Mahmoud Rahnama por "The Vulcan Hello" | Indicado  | [ 114 ] |
| 2018 | Visual Effects Society Awards   | Excelente composição em um episódio fotorreal            | Phil Prates, Rex Alerta, John Dinh and Karen Cheng                                                    | Indicado  | [ 114 ] |
| 2018 | Empire Awards                   | Melhor ator de TV                                        | Jason Isaacs                                                                                          | Pendente  | [ 115 ] |
| 2018 | GLAAD Media Awards              | Série de drama proeminente                               | Star Trek: Discovery                                                                                  | Pendente  | [ 116 ] |
| 2018 | Saturn Awards                   | Melhor Ator em Série de Televisão                        | Jason Isaacs                                                                                          | Pendente  | [ 117 ] |
| 2018 | Saturn Awards                   | Melhor Atriz em Série de Televisão                       | Sonequa Martin-Green                                                                                  | Pendente  | [ 117 ] |
| 2018 | Saturn Awards                   | Melhor Ator Coadjuvante em Série de Televisão            | Doug Jones                                                                                            | Pendente  | [ 117 ] |
| 2018 | Saturn Awards                   | Melhor Participação Especial                             | Michelle Yeoh                                                                                         | Pendente  | [ 117 ] |
| 2018 | Saturn Awards                   | Melhor Nova Série de Televisão                           | Star Trek: Discovery                                                                                  | Pendente  | [ 117 ] |
| 2018 | Peabody Awards                  | Entretenimento                                           | Star Trek: Discovery                                                                                  | Pendente  | [ 118 ] |